# Jason Verrett
Jason Verrett (geboren am 18. Juni 1991 in Fairfield, Kalifornien) ist ein US-amerikanischer American-Football-Spieler auf der Position des Cornerbacks. Zurzeit spielt er für die San Francisco 49ers in der National Football League. Nachdem er College Football für TCU gespielt hatte, wurde er von den damaligen San Diego Chargers in der ersten Runde im NFL Draft 2014 ausgewählt. Anschließend spielte Verrett von 2019 bis 2022 auch für die San Francisco 49ers.

## College
Nach der Highschool bekam Verrett kein Angebot einer Universität, deswegen entschied er sich auf das Santa Rosa Junior College zu gehen. Dort wurde er in das beste Team der Conference gewählt. Er wurde als 3-Sterne-Rekrut von Rivals.com bewertet.
2011 ging er dann auf die Texas Christian University (TCU) und konnte in seinem ersten Jahr 58 Tackles verbuchen. Im nächsten Jahr hatte er 63 Tackles sowie 6 Interceptions, welche die Meisten seines Teams waren. Daraufhin wurde er in das First Team All-Big 12 gewählt. Ebenfalls wurde er als All-American von Sports Illustrated ausgezeichnet.

## NFL
Verrett nahm am NFL Combine in Indianapolis teil und nahm an allen Übungen teil. Er wurde beim 40 Yard Dash Zweiter unter allen Cornerbacks. Am 6. März nahm er am Pro Day von TCU teil, dennoch nahm er nur beim Bankdrücken und Standweitsprung teil. Er konnte die Scouts mit 19 Wiederholungen beim Bankdrücken beeindrucken, obwohl er an einer Schulterverletzung litt.
Verett nahm an einem privaten Workout mit den Carolina Panthers teil und er traf sich mit vor dem NFL Draft 2014 mit den Houston Texans, Pittsburgh Steelers, Arizona Cardinals, New York Jets und den damaligen St. Louis Rams. Am 17. März 2014 musste er sich operieren lassen. Unmittelbar vor dem Draft wurde er von den Scouts und NFL-Draft-Experten als mittlerer bis später Erstrundenpick eingeschätzt. Er wurde als drittbester Cornerback im Draft von Sport Illustrated und NFL Analyst Bucky Brooks, als der Viertbeste von DraftScout.com und als Fünftbester von NFL Analyst Mike Mayock bewertet.
| Größe                      | Gewicht | Armlänge | Handgröße | 40 Yard Dash | 10 Yard Split | 20 Yard Split | 20 Yard Shuttle | 3 Cone Drill | Vertikaler Sprung | Weitsprung | Bankdrücken       | Wonderlic Score |
| -------------------------- | ------- | -------- | --------- | ------------ | ------------- | ------------- | --------------- | ------------ | ----------------- | ---------- | ----------------- | --------------- |
| 1,77 m                     | 86 kg   | 0,78 m   | 0,23 m    | 4,38 s       | 1,50 s        | 2,54 s        | 4,00 s          | 6,69 s       | 0,99 m            | 3,25 m     | 19 Wiederholungen | 17              |
| Alle Werte vom NFL Combine |         |          |           |              |               |               |                 |              |                   |            |                   |                 |

### San Diego / Los Angeles Chargers
Die damaligen San Diego Chargers wählten Verrett in der ersten Runde mit dem 25. Pick im NFL Draft 2014 aus. Er war der vierte Cornerback, der ausgewählt wurde. Vor ihm wurden Justin Gilbert (8. Pick), Kyle Fuller (14. Pick) und Darqueze Dennard (24. Pick) schon ausgewählt. Verrett war der TCU Defensivspieler, der am Höchsten im NFL Draft seit 1961 ausgewählt wurde. Am 29. Mai 2014 unterschrieb er einen Vierjahresvertrag über 7,88 Millionen US-Dollar, welcher 6,39 Millionen US-Dollar garantiert und einen Signing Bonus über 4,05 Millionen US-Dollar beinhaltete.

#### Saison 2014
Während des Training Camps konkurrierte er gegen Shareece Wright, Richard Marshall und Brandon Flowers. Der Head Coach Mike McCoy benannte Verrett als den dritten Cornerback hinter Flowers und Wright.
Er machte sein NFL-Debüt in Woche 1 gegen die Arizona Cardinals. Er konnte vier Tackles machen und einen Pass abwehren, dennoch verloren die Chargers mit 17:18. Nachdem sich Brandon Flowers verletzt hatte, startete Verrett am 14. September 2014 zum ersten Mal beim Spiel gegen die Seattle Seahawks. Beim 33:14-Sieg gegen die Jacksonville Jaguars in Woche 4 war er inaktiv, da er an einer Oberschenkelverletzung laborierte. Am 12. Oktober 2014 in Woche 6 beim 31:28-Sieg gegen die damaligen Oakland Raiders konnte Verrett sechs Tackles, seine beste Leistung in der Saison, machen, zwei Pässe abwehren und seine erste Interception fangen. Er fing die Interception von Derek Carr mit 1:13 auf der Uhr, um den Sieg zu sichern. Zwar musste Verrett das Spiel verletzungsbedingt im dritten Quarter verlassen, konnte aber das Spiel beenden. Aufgrund seiner Verletzung war er in der nächsten Woche gegen die Kansas City Chiefs inaktiv. In Woche 8 versuchte Verrett zu spielen, da Brandon Flowers und Steve Williams aufgrund von Verletzungen inaktiv waren. Er machte ein Tackle, bevor er das Spiel verletzungsbedingt im zweiten Viertel verlassen musste. Die Chargers verloren gegen die Denver Broncos mit 21:35. Am 15. November 2014 wurde er auf die Injured Reserve List von den Chargers gesetzt. Damit verpasste er den Rest seiner Rookie-Saison. Er brauchte eine Operation, um sich von seiner Verletzung zu erholen. Er beendete die Saison mit 19 Tackles (18 alleine), vier abgewehrten Pässen und eine Interception in sechs Spielen, von denen er vier Spiele startete.

#### Saison 2015
Verrett begann das Training Camp als Starter, da Shareece Wright in der Free Agency zu den San Francisco 49ers gewechselt war. Zu Beginn der Regular Season wurde er auch vom Head Coach Mike McCoy als Starter benannt.
Aufgrund einer Fußverletzung war Verrett in Woche 4 beim Sieg gegen die Cleveland Browns inaktiv. Am 9. November 2015 in der Woche 9 bei der 19:22-Niederlage gegen die Chicago Bears konnte Verrett drei Pässe abwehren, welches eine Saisonbestleistung darstellte und eine Interception von Jay Cutler zum Touchdown zurücktragen. In Woche 14 bei der 3:10-Niederlage gegen die Kansas City Chiefs konnte er mit acht Tackles eine weitere Saison Bestleistung aufstellen, einen Pass abwehren sowie eine Interception fangen. Mit seiner Interception konnte er die 312 Pässe ohne Interception Strähne von Alex Smith brechen. In Woche 17 bei der Niederlage gegen die Denver Broncos war er inaktiv. Er beendete die Saison mit 47 Tackles (42 alleine), 12 abgewehrte Pässe, drei Interceptions und ein Touchdown in 14 Spielen, von denen er 13 startete. Am 14. Januar 2016 wurde bekannt gegeben, dass Verrett Darrelle Revis beim Pro Bowl ersetzte.

#### Saison 2016
Verrett begann das Training Camp als Starter. Vor der Regular Season wurde dies durch Headcoach Mike McCoy bestätigt.
Beim ersten Spiel der Saison gegen die Kansas City Chiefs startete er das Spiel und konnte zwei Tackles, einen abgewehrten Pass und eine Interception bei der 27:33-Niederlage verbuchen. Am 2. Oktober 2016 hatte er bei der 34:35-Niederlage gegen die New Orleans Saints sechs Tackles und eine abwehrten Pass. Am 5. Oktober wurde bekannt gegeben, dass Verrett sich einen teilweisen Kreuzbandriss zugezogen hat. Er wurde untersucht, nachdem er sich über Schmerzen beklagt hatte. Später wurde herausgefunden, dass er sich den Kreuzbandriss bereits in Woche 2 gegen die Jacksonville Jaguars zugezogen hatte. Am 7. Oktober 2016 wurde er auf die Injured Reserve List gesetzt und damit war seine Saison vorbei. Er beendete die Saison mit 13 Tackles (11 alleine), drei abgewehrte Pässe und eine Interception in vier Spiele, die er alle startete.

#### Saison 2017
Am 1. Januar 2017 feuerten die Chargers ihren Headcoach Mike McCoy, nachdem er die letzte Saison nur mit fünf Siegen und elf Niederlagen beendet hatte. Am 24. April 2017 nutzten die Chargers die Fünfjahresoption für 8,52 Millionen US-Dollar. Dadurch galt der Vertrag bis einschließlich zur Saison 2018. Unter dem neuen Defensive Coordinator Gus Bradley begann Verrett als Starter im Training Camp. Der neue Headcoach Anthony Lynn benannte Verrett als Starter für die Saison.
Er startete im ersten Spiel gegen die Denver Broncos und konnte bei der 21:24 ein Tackle verbuchen. Nachdem Spiel plagte er über Schmerzen und war bei der Niederlage in Woche 2 gegen die Miami Dolphins inaktiv. Am 23. September 2017 wurde er abermals auf die Injured Reserve List nach der Knieverletzung gesetzt, da sich Verrett für eine Operation entschied. In der gesamten Saison konnte er nur ein Spiel spielen und in diesem auch nur einen Tackle erzielen.

#### Saison 2018
Am 27. Juli 2018 riss sich Verrett die Achillessehne am ersten Tag des Training Camps. Aufgrund dieser Verletzung wurde entschieden, dass Verrett in der Saison nicht mehr spielen würde. Am 2. August wurde er wieder auf die Injured Reserve List gesetzt.

### San Francisco 49ers
Am 14. März 2019 unterschrieb Verrett einen Einjahresvertrag über 3,6 Millionen US-Dollar mit den San Francisco 49ers. Am 3. Oktober 2019 wurde er mit einer Knöchelverletzung auf die Injured Reserve List gesetzt. Er konnte in der Saison nur ein Spiel bestreiten. Ohne Verrett erreichten die 49ers den Super Bowl LIV, jedoch wurde dieser mit 20:31 gegen die Kansas City Chiefs verloren.
Am 13. April 2020 unterschrieb er erneut einen Einjahresvertrag über 1,047 Millionen US-Dollar mit den 49ers. In Woche 6 konnte er beim 24:16-Sieg gegen die Los Angeles Rams im Sunday Night Football einen Pass von Jared Goff in der eigenen Endzone abfangen. Dies war die erste Interception von Verrett als 49er und die erste Interception seit 2016.
Am 15. März 2021 unterschrieb er abermals einen Einjahresvertrag mit den 49ers. Dieser Vertrag konnte ihm bis zu 6,5 Millionen US-Dollar einbringen. Beim 41:33-Auswärtssieg in der ersten Woche gegen die Detroit Lions zog er sich einen Kreuzbandriss zu und verpasste damit den Rest der Saison. Ohne ihn erreichten die 49ers das NFC Championship Game, welches sie mit 17:20 gegen die Los Angeles Rams verloren.
Am 2. Mai 2022 einigte sich Verrett erneut mit den 49ers auf einen Einjahresvertrag. Aufgrund seines Kreuzbandrisses aus der Vorsaison verpasste er den Beginn der Saison 2022. Bevor er wieder einsatzbereit war, zog Verrett sich einen Achillessehnenriss zu und verpasste daher die gesamte Saison.
Am 11. Oktober 2023 nahmen die Houston Texans Verrett für ihren Practice Squad unter Vertrag. Am 15. November wurde er wieder entlassen. Am 11. Dezember 2023 kehrte Verrett zu den San Francisco 49ers zurück und schloss sich deren Practice Squad an. Am 5. Januar 2023 riss er sich die Rotatorenmanschette,
somit war seine Saison wieder beendet.